# William Mahone

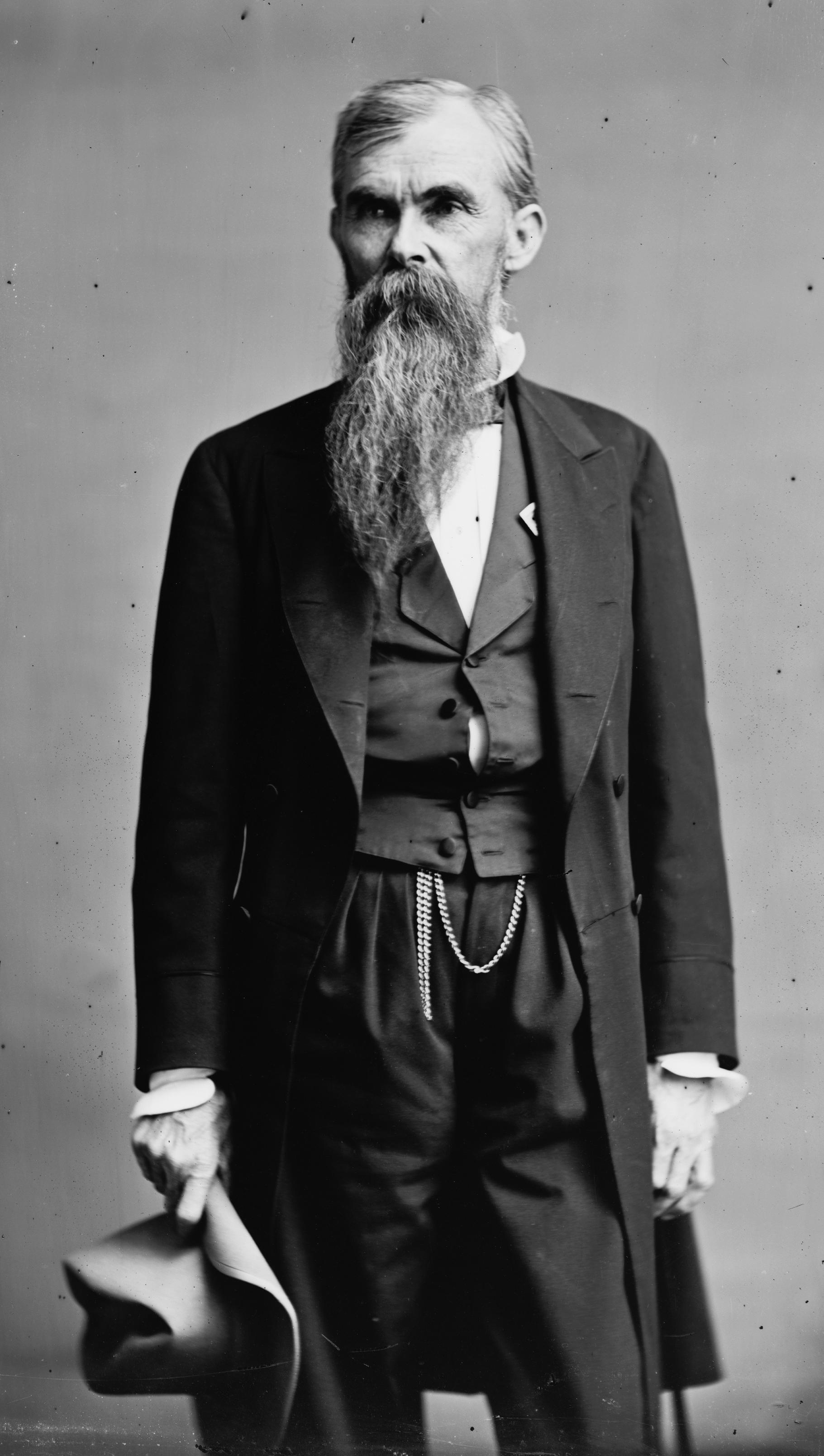
William Mahone

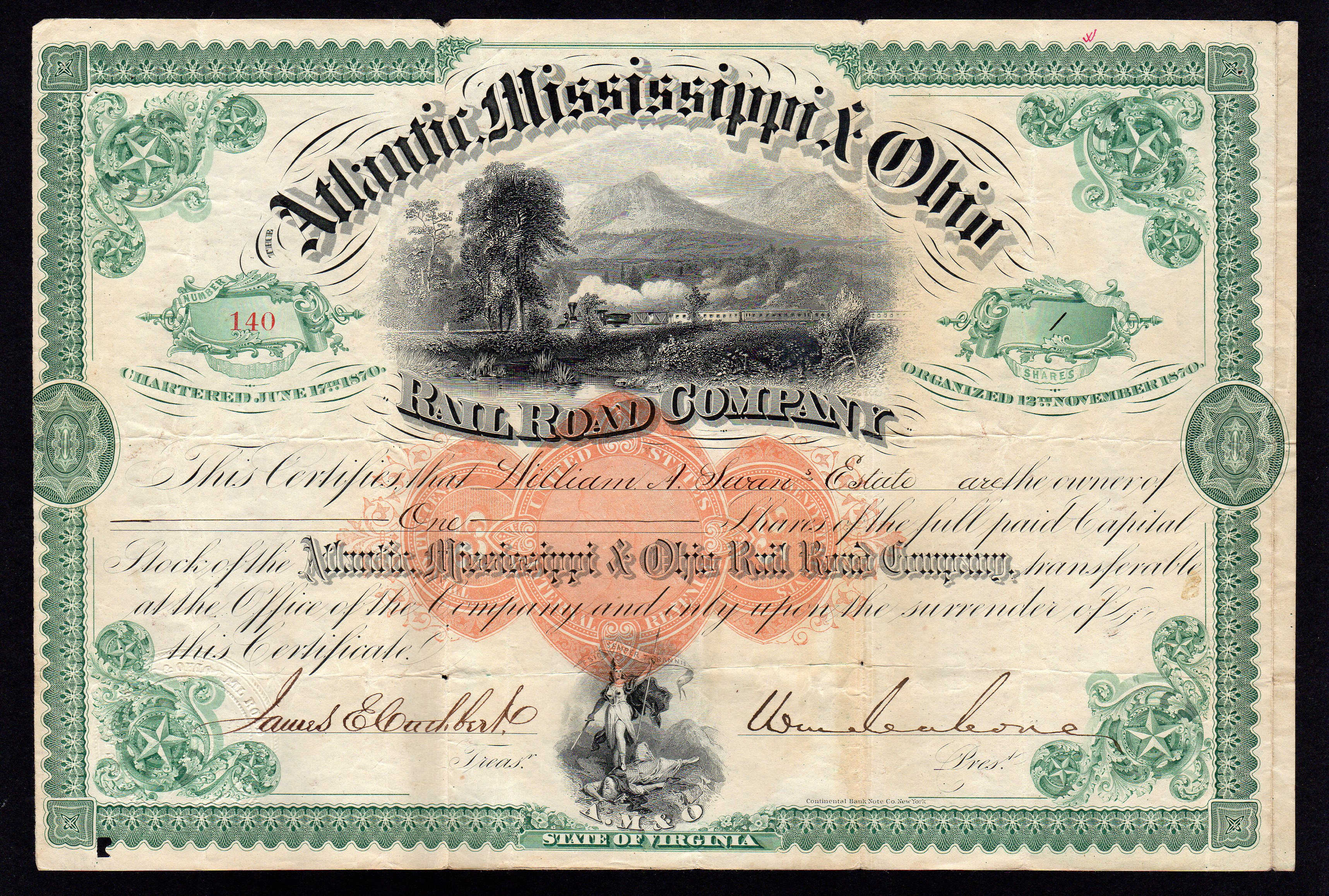
Aktie der Atlantic, Mississippi & Ohio RR vom 25. November 1871, signiert von William Mahone als Präsident

William Mahone (* 1. Dezember 1826 im Southampton County, Virginia; † 8. Oktober 1895 in Washington, D.C.) war ein Bauingenieur, Generalmajor im konföderierten Heer während des Sezessionskrieges sowie US-Senator für den Bundesstaat Virginia.

## Leben
Mahone studierte am Virginia Military Institute Bauingenieurwesen. 1847 schloss er die Ausbildung ab. Anschließend lehrte er an der Rappahanock Military Academy. Ab 1853 baute er als Chefingenieur die Norfolk und Petersburg Eisenbahnlinie und wurde nach deren Fertigstellung Präsident dieser Eisenbahngesellschaft.
Als Kommandeur des 6. Virginia Regiments war Mahone zu Beginn des Bürgerkrieges an der Eroberung der Norfolk Navy Shipyard beteiligt. Am 16. November wurde er zum Brigadegeneral befördert und kommandierte das Gebiet um Norfolk, Virginia bis zu dessen Evakuierung. Anschließend blieb Mahone als Brigadekommandeur bei der Nord-Virginia-Armee. Eine ernste Verwundung in der Zweiten Schlacht am Bull Run zwang ihn zu einer Ruhepause. Nach seiner Rückkehr wurde er für seine Leistungen in der Kraterschlacht am 30. Juli 1864 zum Generalmajor befördert. Nach der Kapitulation des Südens bezeichnete Robert E. Lee Mahone als den überlebenden jüngeren Kommandeur mit dem höchsten Beitrag an Organisation und Armeeführung.
William Mahone kehrte zur Eisenbahn zurück und baute das Kernnetz der späteren Norfolk and Western Railway mit auf. Daneben nahm er seine politische Laufbahn wieder auf, die noch während des Krieges mit der kurzen Mitgliedschaft im Abgeordnetenhaus von Virginia begonnen hatte. Er wurde im Dezember 1879 für die Readjuster Party in den US-Senat gewählt, dem er vom 4. März 1881 bis zum 3. März 1887 angehörte. Der Wiederwahlversuch im Jahr 1887 schlug fehl. Mahone bewarb sich 1889 außerdem noch als republikanischer Kandidat um das Amt des Gouverneurs von Virginia, unterlag aber dem Demokraten Philip W. McKinney.